# Calcarea
Calcarea là một lớp trong ngành Thân lỗ (Porifera) gồm các loài bọt biển vôi (calcareous sponges). Chúng được đặc trưng bởi các nốt sần được tạo ra từ canxi cacbonat ở dạng canxit hoặc aragonit. Trong khi các nốt gai ở hầu hết các loài có ba điểm, ở một số loài, chúng có hai hoặc bốn điểm.

## Sinh học
Tất cả các loài bọt biển trong lớp này đều là sinh vật biển và chúng phân bố trên toàn thế giới, hầu hết được tìm thấy ở các vùng nước nông nhiệt đới. Giống như hầu hết tất cả các loại bọt biển khác, chúng là loài ăn bằng cách lọc và ít vận động.

## Phân loại
Trong số 15.000 loài Porifera còn tồn tại, chỉ có 400 loài trong số đó thuộc lớp Calcarea.
Bọt biển Calcarea xuất hiện lần đầu tiên trong kỷ Cambri, và sự đa dạng của chúng là lớn nhất trong kỷ Phấn trắng. Phân tích phân tử gần đây cho thấy rằng lớp Calcarea nên được chỉ định là một ngành, đặc biệt là lớp đầu tiên đã phân tách trong giới động vật.
Bọt biển vôi được chia thành hai phân lớp và sáu bộ:

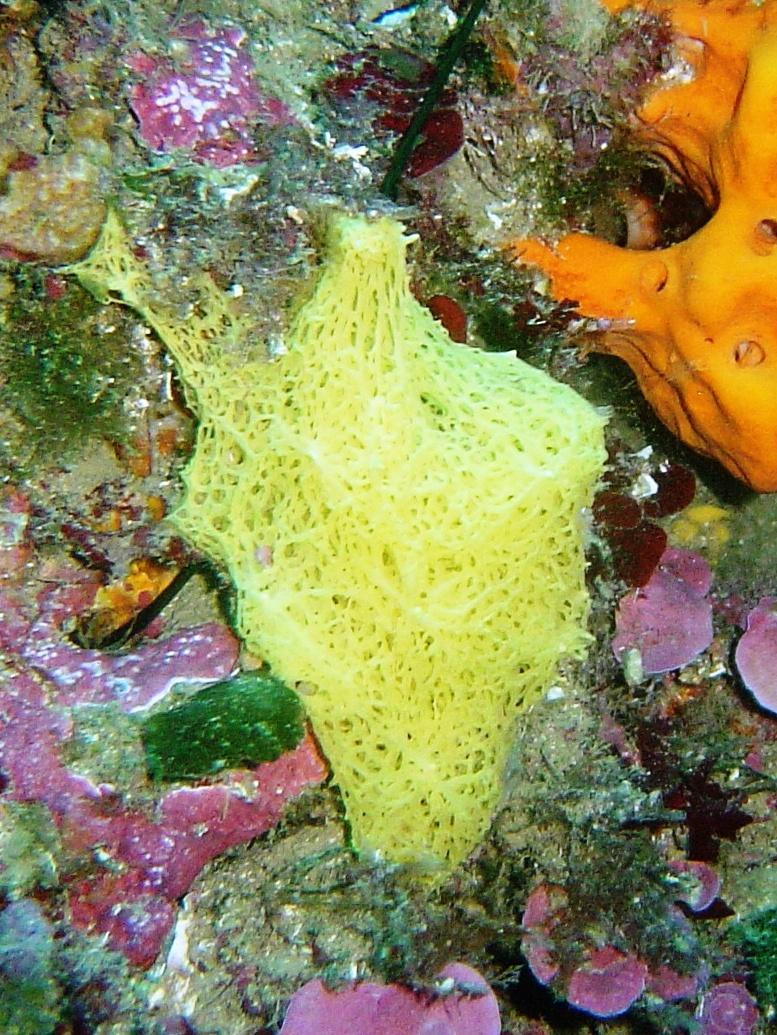
Clathrina clathrus, một asconoid của bọt biển voi.

Lớp Calcarea
- Phân lớp Calcinea
  - Bộ Clathrinida
  - Bộ Murrayonida
- Phân lớp Calcaronea
  - Bộ Baerida
  - Bộ Leucosolenida
  - Bộ Lithonida
  - Bộ Pharetronida†